# Kostel Panny Marie (Halle)

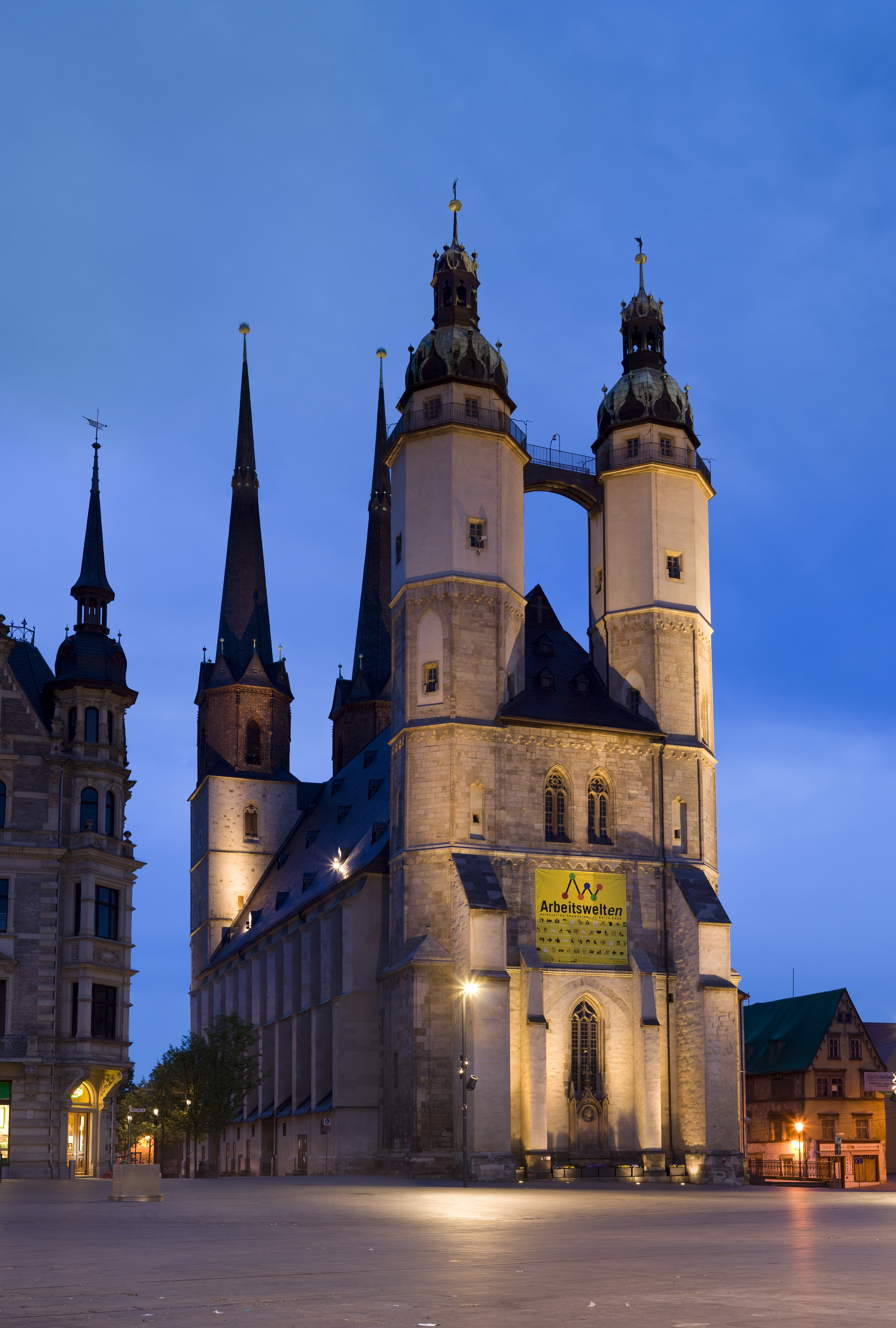
Kostel P. Marie z východní strany

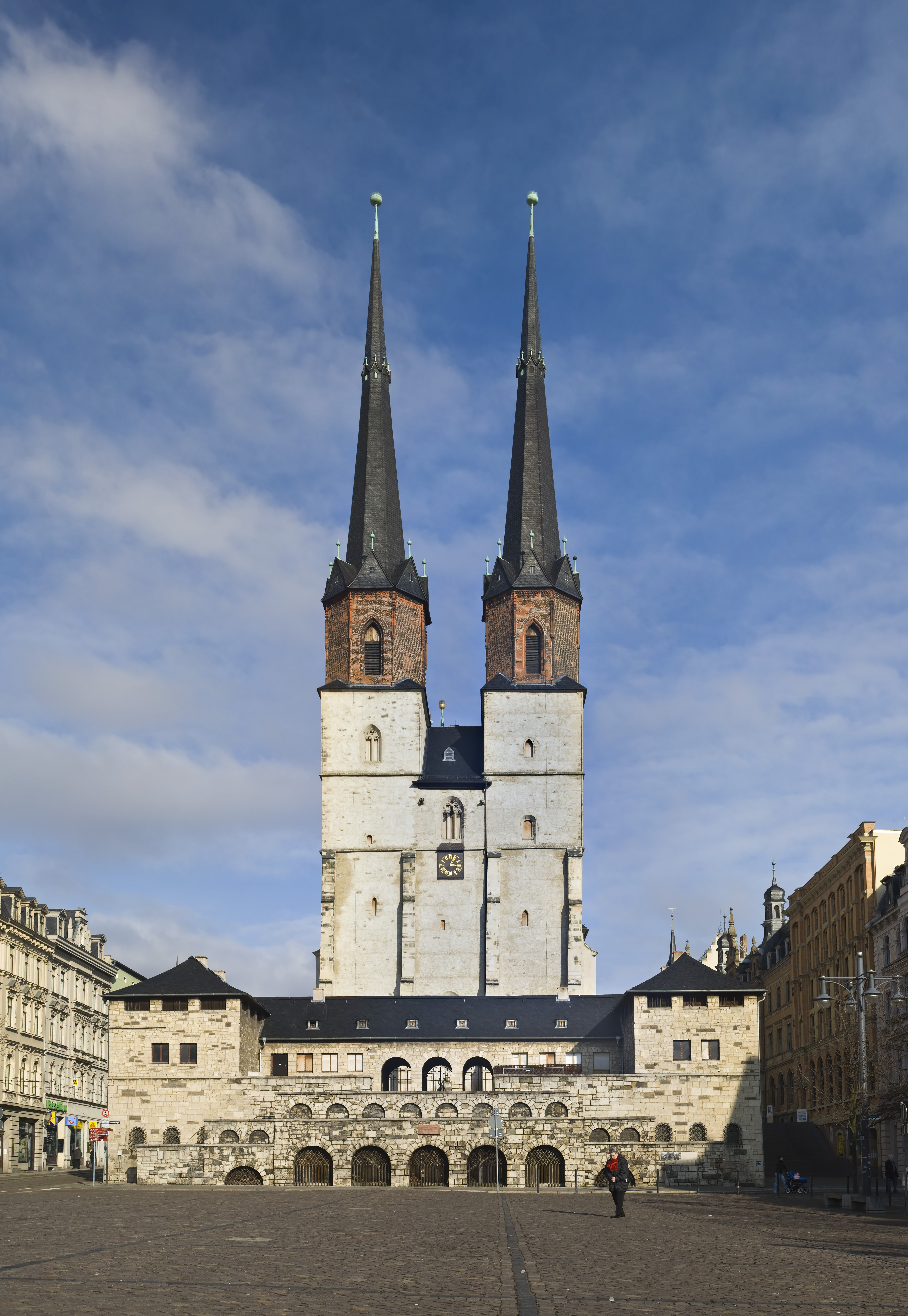
Západní pohled

Kostel Panny Marie (něm. Marktkirche Unser Lieben Frauen, též Marienkirche) v německém městě Halle ve spolkové zemi Sasko-Anhaltsko byl vystavěn v letech 1529 až 1554. Je jednou z nejvýznamnějších staveb pozdní gotiky ve středním Německu a jeho čtyři věže spolu se samostatně stojící Červenou věží jsou symbolem Halle – „města pěti věží“.
Aby mohl mohutný chrám vzniknout, byly s výjimkou věží zbořeny dva sousedící kostely staré několik století. Ustoupit mu musel jednak kostel sv. Gertrudy z 11. století, jednak o století mladší kostel Panny Marie. Dvojice jejich věží pak propojila jediná hlavní loď.
V letech 1545 a 1546 v novém chrámu třikrát kázal Martin Luther. Byl zde pokřtěn hudební skladatel Georg Friedrich Händel, zde také odehrál své první hodiny hry na varhany. V letech 1746–1764 zde byl varhaníkem syn J. S. Bacha Wilhelm Friedemann.

## Historie
O vznik velkolepé církevní stavby zasvěcené výhradně Panně Marii usiloval ve svém residenčním městě Halle kardinál Albrecht Braniborský. Jak on, tak římští katolíci v městské radě tak chtěli zamezit rostoucímu vlivu reformace. V roce 1529 proto bylo po rozsáhlé diskusi rozhodnuto o zboření dvou sousedících farních kostelů. Zůstaly z nich stát jen čtyři věže, které byly propojeny lodí nového chrámu. Zrušeny byly i dva hřbitovy, přiléhající k původním kostelům.

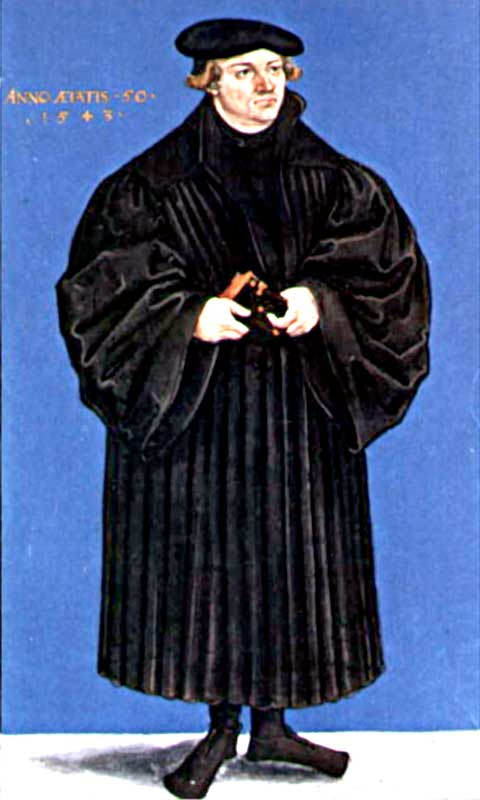
Kazatel Justus Jonas

Reformační hnutí však přes tyto snahy sílilo a kardinál Albrecht roku 1540 město nadobro opustil, přičemž zde po sobě zanechal obrovské dluhy. Ačkoli byl nový kostel zamýšlen jako opora katolíků proti zastáncům reformace, nakonec právě v tomto ještě rozestavěném chrámu v roce 1541 kazatel Justus Jonas občanům Halle oficiálně představil reformaci. Následujícího roku zde byl Jonas ustanoven ke kněžské službě, o další dva roky později se stal biskupem. V dalších letech zde třikrát kázal i Martin Luther.

### Po druhé světové válce
V závěru druhé světové války, 31. března 1945, byl kostel výrazně poškozen při náletu. Znovu byl poničen při dělostřeleckém útoku 16. dubna téhož roku. Restaurován byl v období od ledna 1946 do začátku roku 1948. V roce 1967 v kostele prasklo potrubí dálkového topení, což vedlo k velkému poškození vybavení i interiéru. Opravy začaly následujícího roku a trvaly až do roku 1983. Šlo přitom o jeden z největších projektů v oblasti restaurace památek v bývalé NDR. Památkáři v jeho rámci usilovali o co největší přiblížení vzhledu kostela jeho podobě ze 16. století.